# Lucjan Kwieciński
Lucjan (Łucjan) Kwieciński (ur. 5 lub 25 stycznia 1848 w Warszawie, zm. 31 sierpnia 1894 w Iwoniczu) – polski aktor teatralny, dyrektor teatrów.

## Życiorys
Kształcił się w Warszawie, w Szkole Dramatycznej pod kierunkiem Jana Chęcińskiego. Na scenie debiutował w marcu 1866 roku w Płocku. Następnie powrócił do stolicy, gdzie występował do grudnia 1867 roku, otrzymując angaż w Warszawskich Teatrach Rządowych. W kolejnych latach grał we Lwowie (1867–1868, 1872–1879, 1880–1892), w Warszawie (WTR 1869–1871, teatr Eldorado 1878 i 1880, Teatr Letni 1880), Poznaniu (1871–1872, 1880) oraz Łodzi (1880). W latach 1892–1893 objal dyrekcję teatru w Stanisławowie, z którego zespołem występował m.in. w Przemyślu, Tarnopolu, Krynicy, Kołomyi, Stryju, Nowym Sączu i Jarosławiu. Następnie powrócił do Lwowa.
W dniu 2 lutego 1875 roku ożenił się z aktorką Antoniną Podwińską. Zmarł śmiercią samobójczą.